# اتول (ویرجینیای غربی)
اتول (به انگلیسی: Atwell) یک منطقهٔ مسکونی در ایالات متحده آمریکا است که در شهرستان مک‌داول، ویرجینیای غربی واقع شده‌است.